# Ko Hyung-jin
Ko Hyung-jin (koreanisch: 고형진; * 20. Juni 1982) ist ein südkoreanischer Fußballschiedsrichter. Er ist seit 2011 K-League- und seit 2009 FIFA-Schiedsrichter. Er pfeift Spiele der K League Classic und der K League Challenge sowie WM-Qualifikationsspiele, Freundschaftsspiele, AFC Champions League und Spiele der Asienmeisterschaft.